# بنای یادبود جنگ مقدس دایتوآ
بنای یادبود جنگ مقدس دایتوآ یا بنای یادبود جنگ بزرگ مقدس آسیای شرقی (به ژاپنی: 大東亜聖戦大碑) بنای یادبودی سنگی است که در سال ۲۰۰۰ میلادی در نزدیکی معبد ایشیکاواگوکو در کانازاوا، ایشیکاوا در استان ایشیکاوا جهت یادبود جنگ دایتوآ ساخته شده‌است.
دبیرخانه «مامورو کایی» (انجمن حفظ) و «کمیته ساخت بنای یادبود جنگ مقدس دایتوآ» در پایان سال ۱۹۹۶ تأسیس شد و از همان سال خواستار جمع کردن اعانه و کمک به صندوق برای ساخت این بنا شد.
جنگ مقدس دایتوآ نامی است که دولت ژاپن در هنگام جنگ جهانی دوم بر روی جنگ اقیانوس آرام گذاشته بود. در پشت این بنای یادبود حک شده‌است که گروه‌های ضد جنگ و دیگر گروه‌ها با گذاشتن نام «جنگ مقدس» مخالفت کرده و خواستار حذف آن به عنوان واژه ای با هدف زیباسازی جنگ شده‌اند.